# Wielwebkaardespin
De wielwebkaardespin (Uloborus walckenaerius) is een spinnensoort uit de familie wielwebkaardespinnen.
Het vrouwtje wordt 4 tot 6 mm groot, het mannetje is 3 tot 4 mm. De spin is meestal lichtbruin gekleurd, maar kan ook blauwgrijze gloed hebben. Ook kan het achterlijf bruin gestreept zijn, of er loopt een donkerbruine band aan de onderzijde. In het web neemt de soort vaak de strekhouding van de strekspinnen aan.